# Michał Czajczyk
Michał Czajczyk, né le 28 septembre 1915, à Cracovie, en Pologne et mort en avril 1945, est un ancien joueur de basket-ball polonais.